# 奥格莱兹县

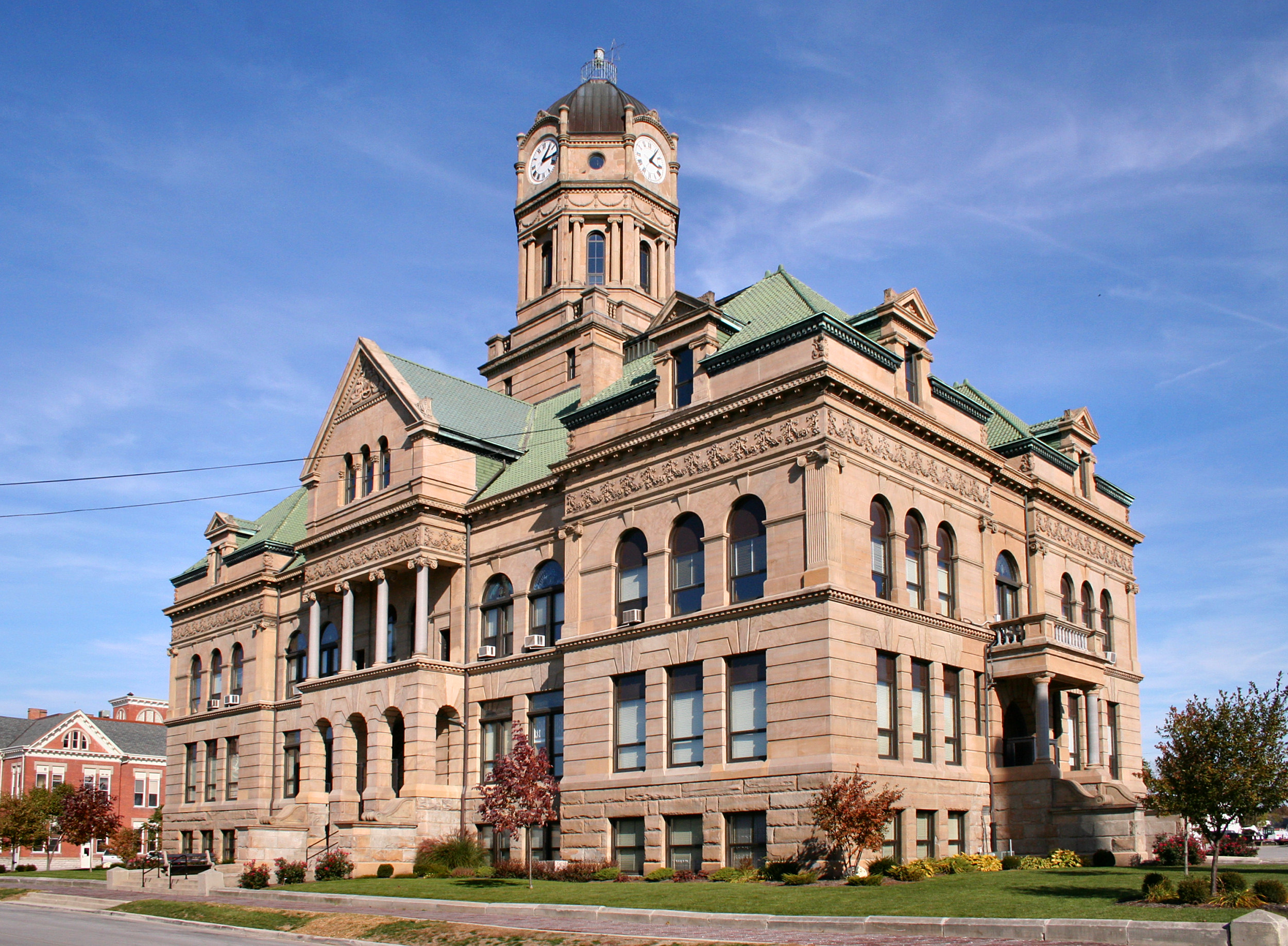
縣法院

奥格莱兹縣（英語：Auglaize County）是位於美國俄亥俄州西部的一個縣。面積1,040平方公里。根據美國2000年人口普查，共有人口46,611人。縣治沃帕科內塔 (Wapakoneta)。
成立於1848年2月14日。縣名來自奥格莱兹河 (可能來自法語「渾濁的水」或者印第安語，意思可能是「落木」、「矮樹叢生」、「野獸舔鹽的地方」等)。